# 카놈 도쿄

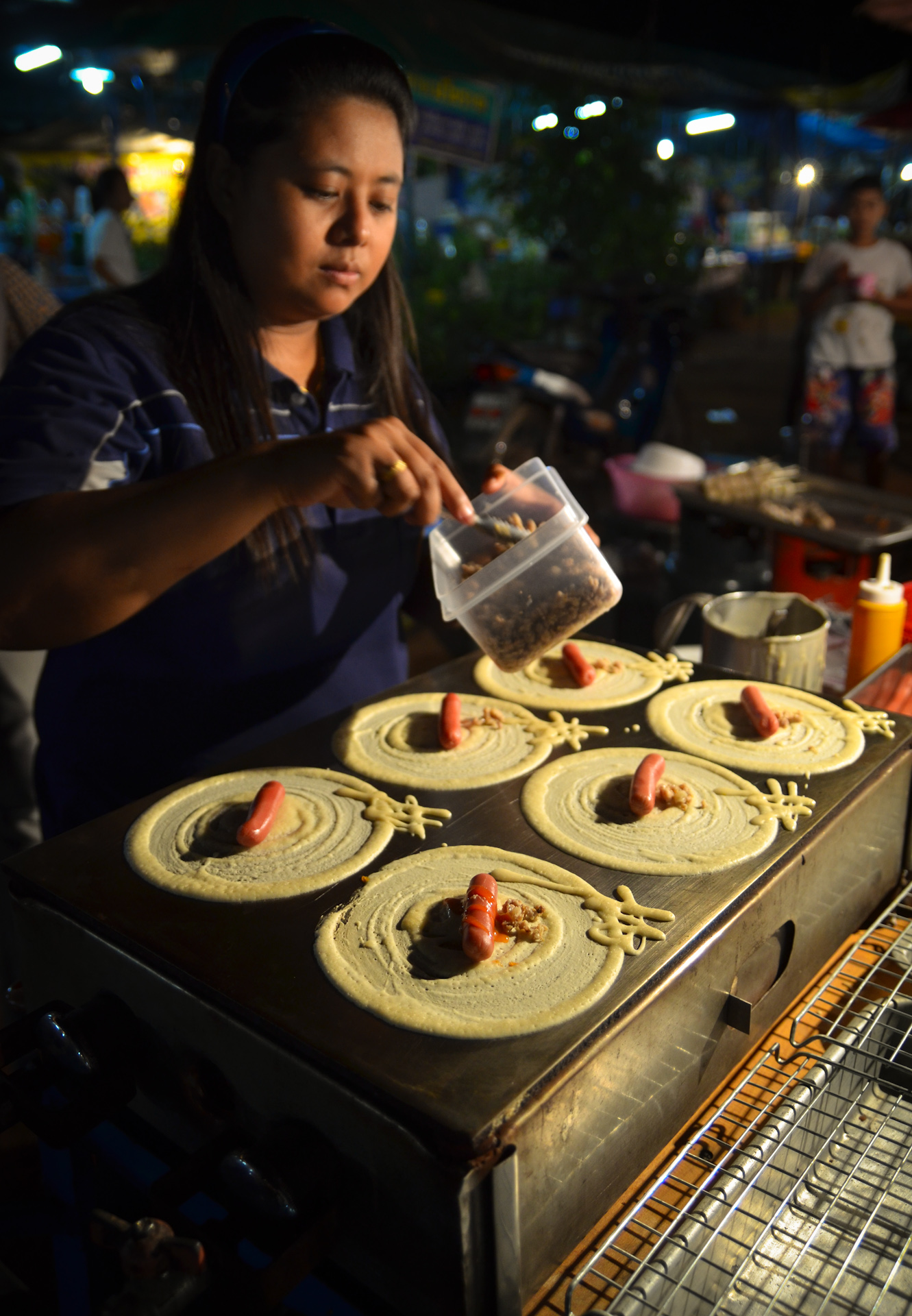
태국 우따라딧의 과일 축제에서 핫도그와 함께 있는 카놈 도쿄.

카놈 도쿄 또는 카놈 토키아오 (태국어: ขนมโตเกียว, RTGS: khanom tokiao, th)는 태국 길거리 음식이다. 얇고 납작한 팬케이크에 달콤한 커스터드 크림이 채워져 있다. 일부는 돼지고기나 소시지 같은 짭짤한 속을 가지고 있다.

## 역사
이 스낵은 1967년 방콕의 타이-다이마루 (タイ大丸)라는 일본 백화점에서 처음 판매된 것으로 알려져 있으며, 일본 도라야키를 태국식으로 각색한 것이라고 한다. 팥소를 얇게 구운 반죽에 말아 만든 아이치현 치류시의 과자 특산품인 "안마키 (あんまき)"라는 카놈 도쿄와 똑같이 생긴 팥소 채워진 일본 디저트도 있다.
이 스낵은 달콤한 속 또는 짭짤한 속을 가질 수 있다. 태국어로 카놈은 "과자", "디저트", "달콤한 것" 또는 "스낵"을 의미한다. 이름 도쿄는 일본의 수도에서 따왔다. 이 스낵의 이름이 일본 기원을 암시하지만, 실제로는 태국에서 만들어진 것이다. 또는 적어도 아이치현의 안마키에서 영감을 받았지만, 태국식 속재료를 사용한 것이다.

## 재료
반죽은 계란, 밀가루, 설탕, 생우유, 베이킹 소다로 만든다. 속재료는 보통 바닐라 크림, 타로, 판단 크림, 다양한 과일 잼, 잘게 썬 코코넛 또는 코코아 파우더와 같이 달콤하다. 종종 속재료는 다소 달콤하지만, 메추리알이나 작은 소시지처럼 짭짤한 것과 항상 섞인다.